# Schlacht von Varese
Montebello – Varese – San Fermo – Palestro – Turbigo – Boffalora – Magenta – Melegnano – Treponti – Medole – Solferino – San Martino
Die Schlacht von Varese war ein Gefecht zwischen italienischen Freiwilligen (Truppe: Cacciatori delle Alpi) und österreichischen Truppen am 26. Mai 1859.

## Vorgeschichte
Am 23. Mai lagerten die italienischen Freiwilligen des Truppenverbands Cacciatori delle Alpi (deutsch: Alpenjäger) unter dem Befehl von Giuseppe Garibaldi bei Varese in der Lombardei. Ferencz József Gyulay schickte seinen Offizier Karl von Urban, um die Gegend zurückzuerobern.

## Die Schlacht
Garibaldi hatte vom Kommen der Österreicher gehört und seine Armee in drei Teile aufgeteilt. Zwei versteckten sich in den Seiten der Ebene, während er selbst sich in der Mitte aufstellte. Als Karl Urban mit seinen Soldaten nun in Reih und Glied anmarschierten, schossen die Italiener aus dem Hinterhalt. Der Offizier glaubte sich von einer Übermacht umgeben und ergriff die Flucht. Beim Rückzug griff Garibaldi die Österreicher im Rücken an, was zu hohen Verlusten führte. Die Schlacht war entschieden.

## Folgen
Durch diesen Sieg konnten die Truppen von Sardinien-Piemont bis nach Como vorrücken.